# Damen-Hockeynationalmannschaft der Vereinigten Staaten
Die Damen-Hockeynationalmannschaft der Vereinigten Staaten vertritt die USA auf internationalen Turnieren. Die Mannschaft wird seit 2005 von dem Australier Lee Bodimeade trainiert.
Aktuell rangiert die USA auf Platz 12 der Welt- und Platz 3 der Pan-Amerika-Rangliste.

## Erfolge

### Olympia 1984
Bei den Olympischen Spielen 1984 errang das US-Team eine Bronze-Medaille. Da Australien und die USA nach Abschluss der Gruppenphase exakt das gleiche Ergebnis erzielt hatten: Zwei Siege, zwei Niederlagen, ein Remis und 9:7 Tore, wurde ein Siebenmeterschießen nötig, welches die USA mit 10:5 gewannen.

### Hockey-Weltmeisterschaft
- 2018 – London Vierzehnter

- 2014 – Den Haag Vierter

- 2006 – Madrid Sechster
- 2002 – Perth Neunter
- 1998 – Utrecht Achter
- 1994 – Dublin  Bronze
- 1990 – Sydney Zwölfter
- 1986 – Amstelveen Neunter
- 1983 – Kuala Lumpur Sechster

### Olympia

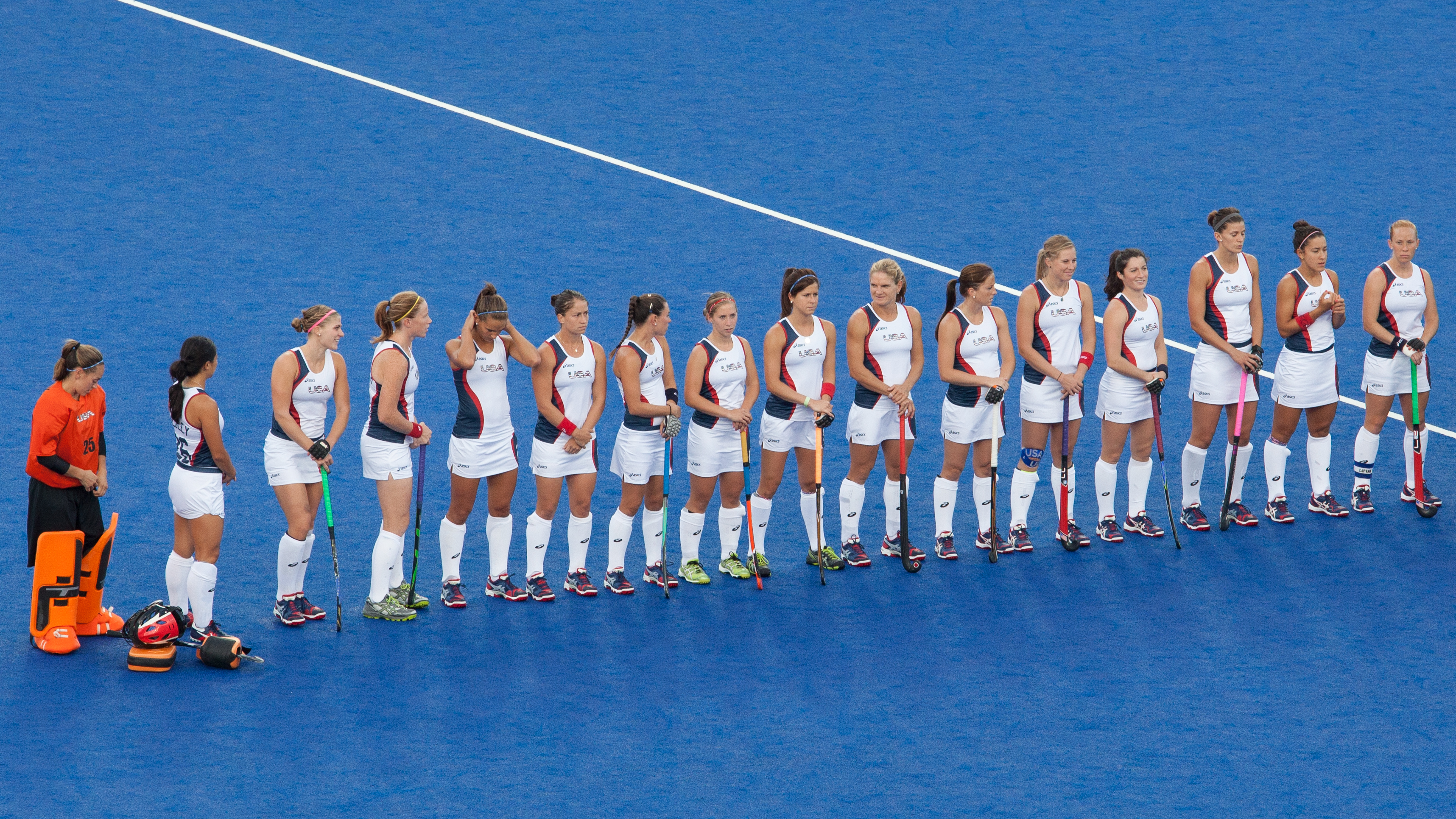
Team USA bei den Olympischen Spielen 2012

- 2024 – Paris Vorrunde
- 2020 nicht qualifiziert
- 2016 – Rio de Janeiro Fünfter
- 2012 – London Zwölfter
- 2008 – Peking Achter
- 2000 und 2004 nicht qualifiziert
- 1996 – Atlanta Fünfter
- 1992 nicht qualifiziert
- 1988 – Seoul Achter
- 1984 – Los Angeles  Bronze

### Panamerikanische Spiele
- 2019 – Lima  Bronze
- 2015 – Toronto  Gold
- 2011 – Guadalajara  Gold
- 2007 – Rio de Janeiro  Silber
- 2003 – Santo Domingo  Silber
- 1999 – Winnipeg  Silber
- 1995 – Mar del Plata  Silber
- 1991 – Havanna  Bronze
- 1987 – Indianapolis  Silber

### Pan American Cup
- 2017 – Lancaster  Bronze
- 2013 – Mendoza  Silber
- 2009 – Hamilton  Silber
- 2004 – Bridgetown  Silber
- 2001 – Kingston  Silber

### Champions Trophy
- 2016 – London  Bronze
- 1999 – 2014 nicht qualifiziert
- 1997 – Berlin Sechster
- 1995 – Mar del Plata  Bronze
- 1987 – 1993 nicht qualifiziert

### Champions Challenge
- 2014 – Glasgow  Gold
- 2012 – Dublin  Silber
- 2011 – Dublin  Silber
- 2009 keine Teilnahme
- 2007 – Baku Vierter
- 2005 – Virginia Beach Fünfter
- 2003 – Catania Fünfter
- 2002 – Johannesburg Fünfter